# Bergfrit

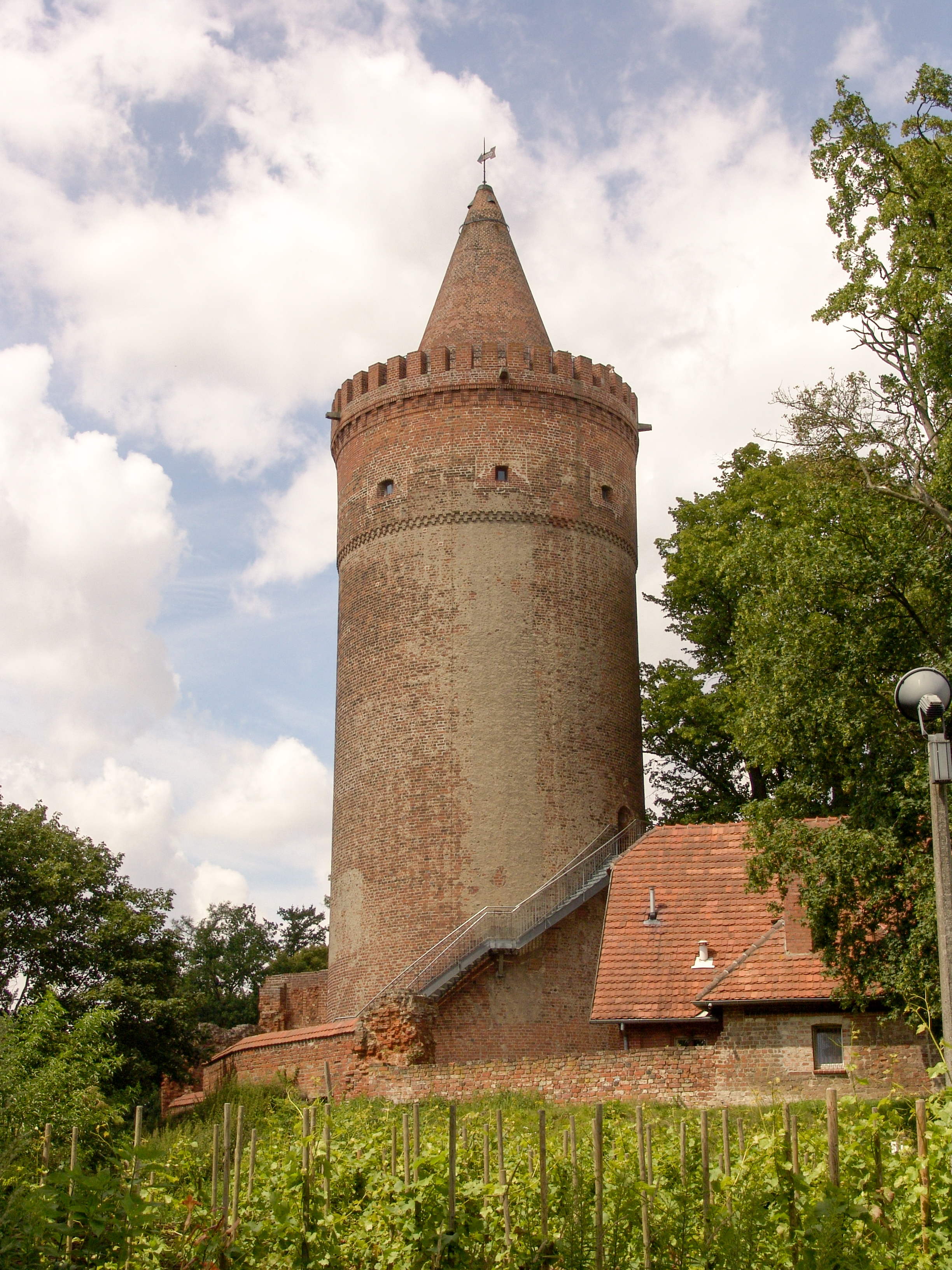
Bergfrit na hradě Stargard v Německu

Bergfrit (v dnešní němčině Bergfried), ve staré češtině nebojsa, je převážně okrouhlá – výjimečně v českém prostředí i čtverhranná nebo polygonální (např. Příběnice) – hlavní věž hradu, jež v případě potřeby sloužila obráncům jako poslední útočiště. Z obranných důvodů bývala proto přístupná pouze po snadno odstranitelném můstku ve vyšším patře (např. Pernštejn).
V areálu hradu bývala umístěna v místě možného útoku, zpravidla poblíž šíjového příkopu. Klasickým příkladem je Křivoklát,Zvíkov nebo Svojanov. Z počátku byl bergfrit umístěn volně za hradbou, později byl stavěn v linii opevnění. Buďto je přímo prostupoval, nebo se kolem něj hradba elasticky ovíjela.
Kruhová věž bývala velmi často v místě směru předpokládaného útoku opatřena břitem, který (pokud nedošlo k zásahu samotného břitu) výrazně lépe odolával střelám z obléhacích strojů. Břitem je opatřen například bergfrit hradu Zvíkov nebo se nachází na hradě ve Strakonicích.
V úrovni přízemí neměla věž žádný vchod ani jiné otvory. Přízemí věže bylo přístupné pouze otvorem ve stropě. Používalo se proto často pouze jako vězení nebo skladiště.
V dobách míru nebývaly bergfrity obývány, na rozdíl od donjonů, které plnily také obrannou funkci, ale byly pohodlněji zařízeny pro celoroční život.

## Příklady

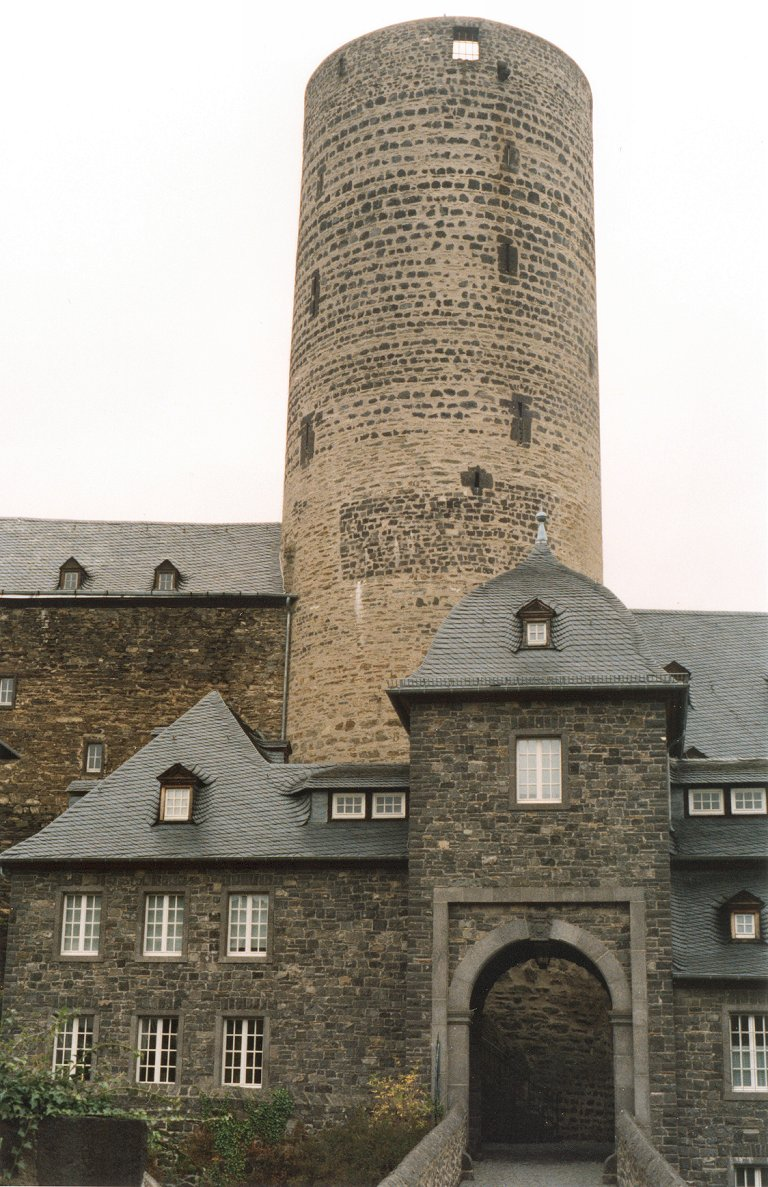
Mayen, Německo
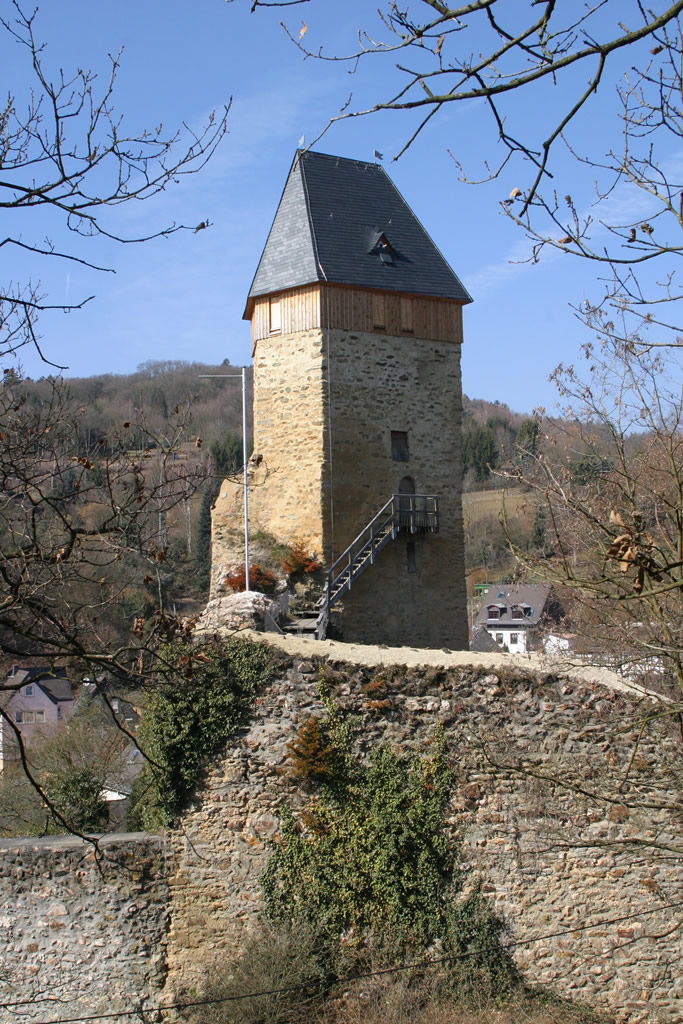
Wiesbaden-Frauenstein, Německo
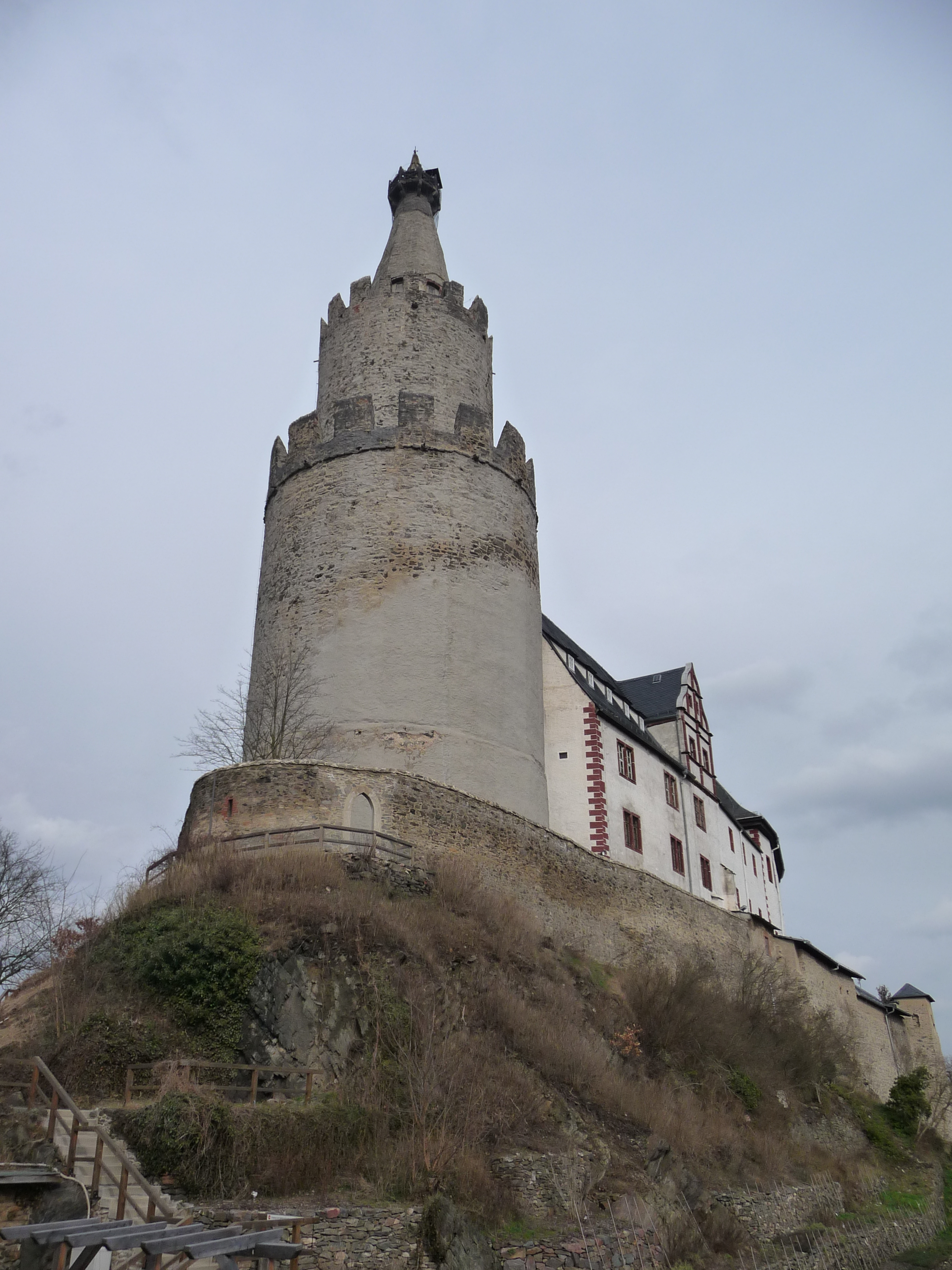
Weida, Německo
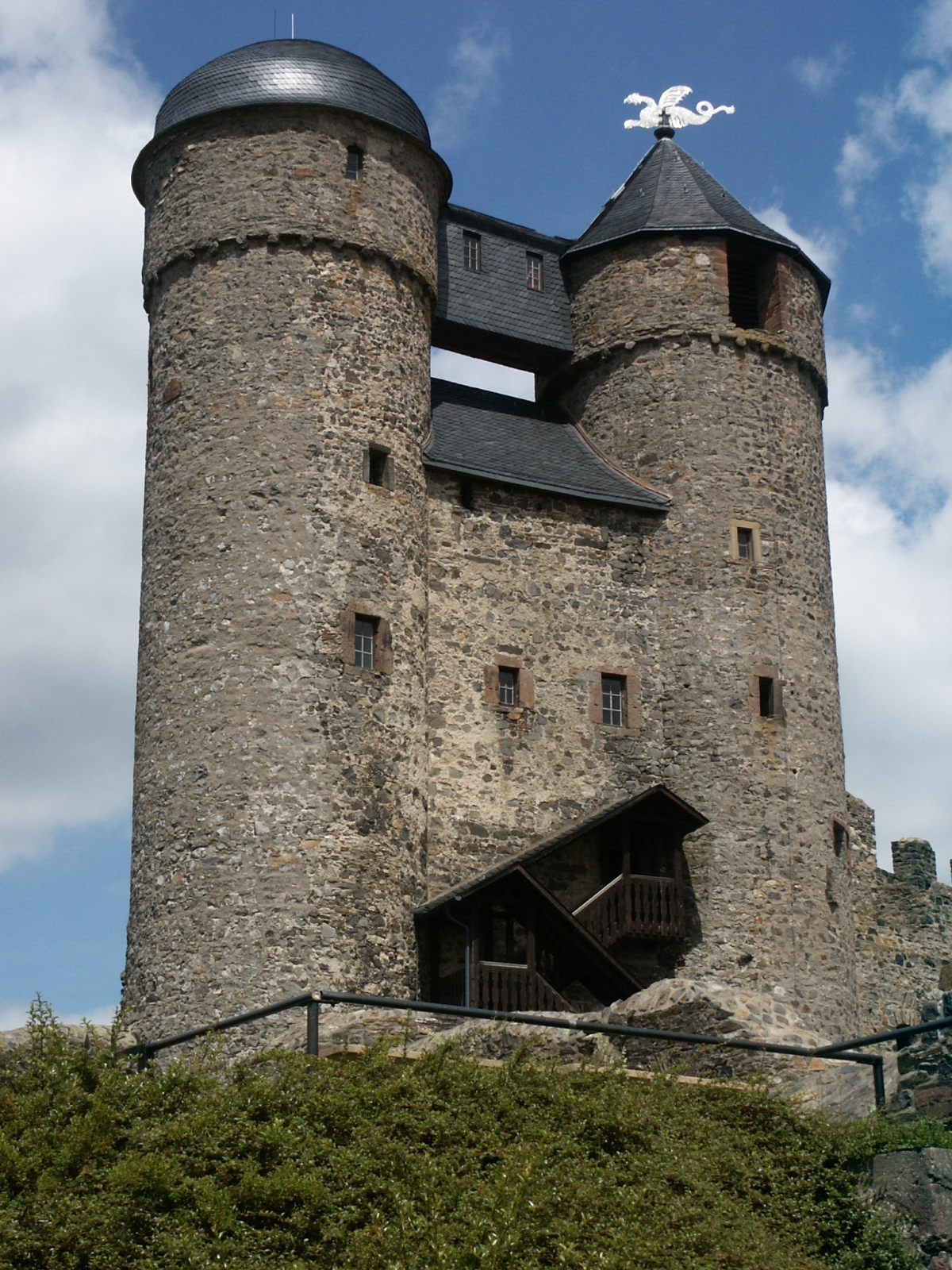
Greifenstein, Německo
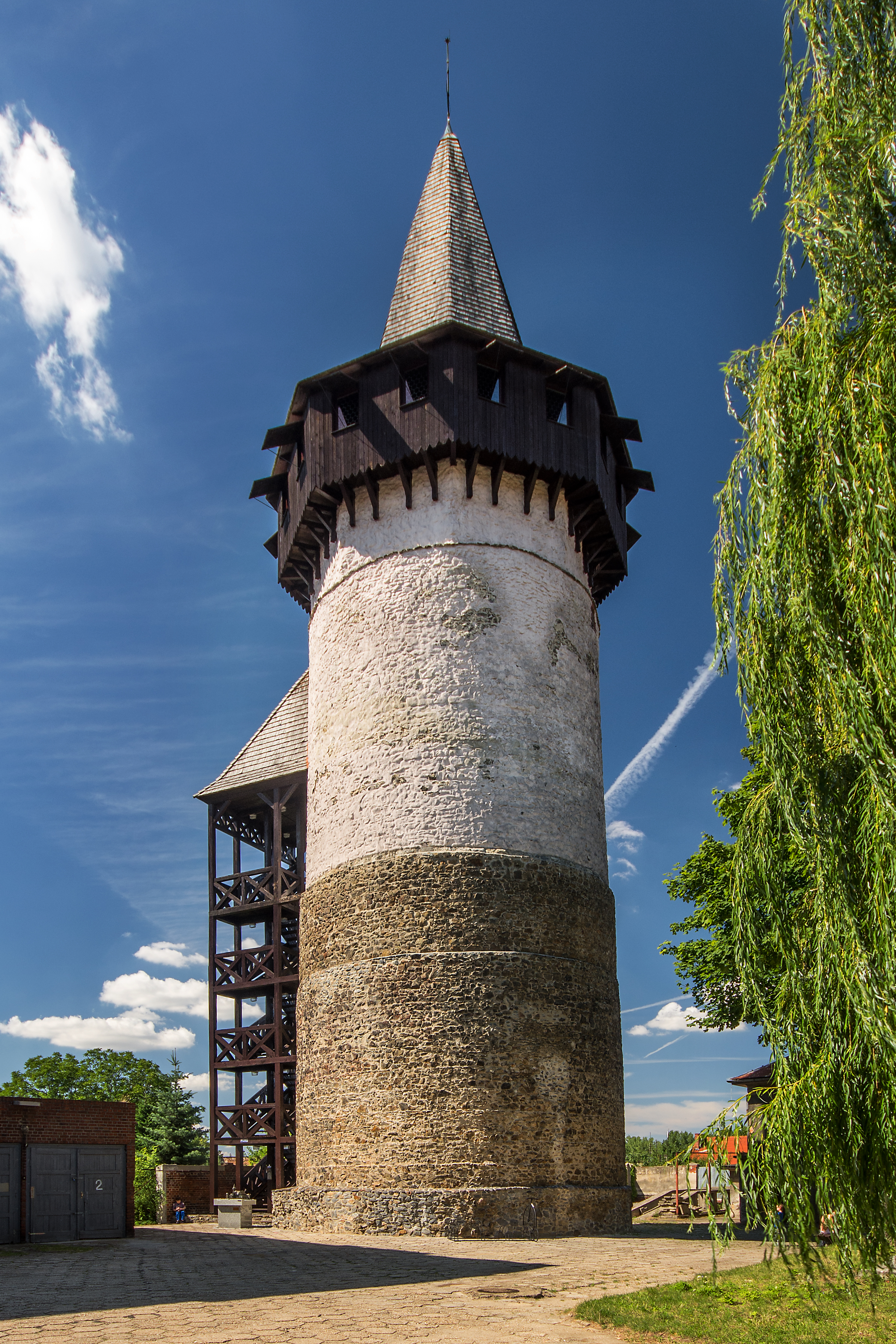
Prudník, Polsko
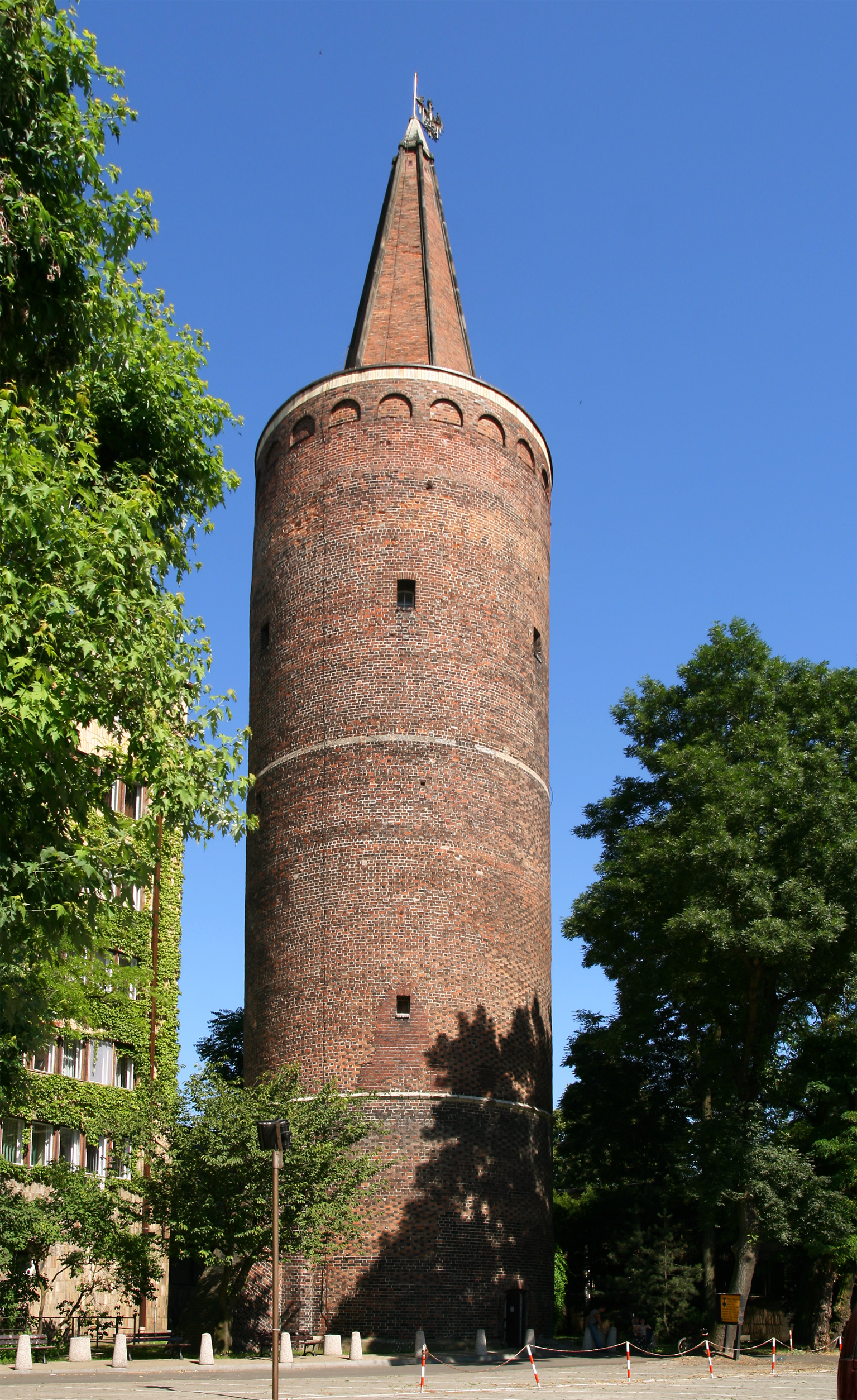
Opolí, Polsko
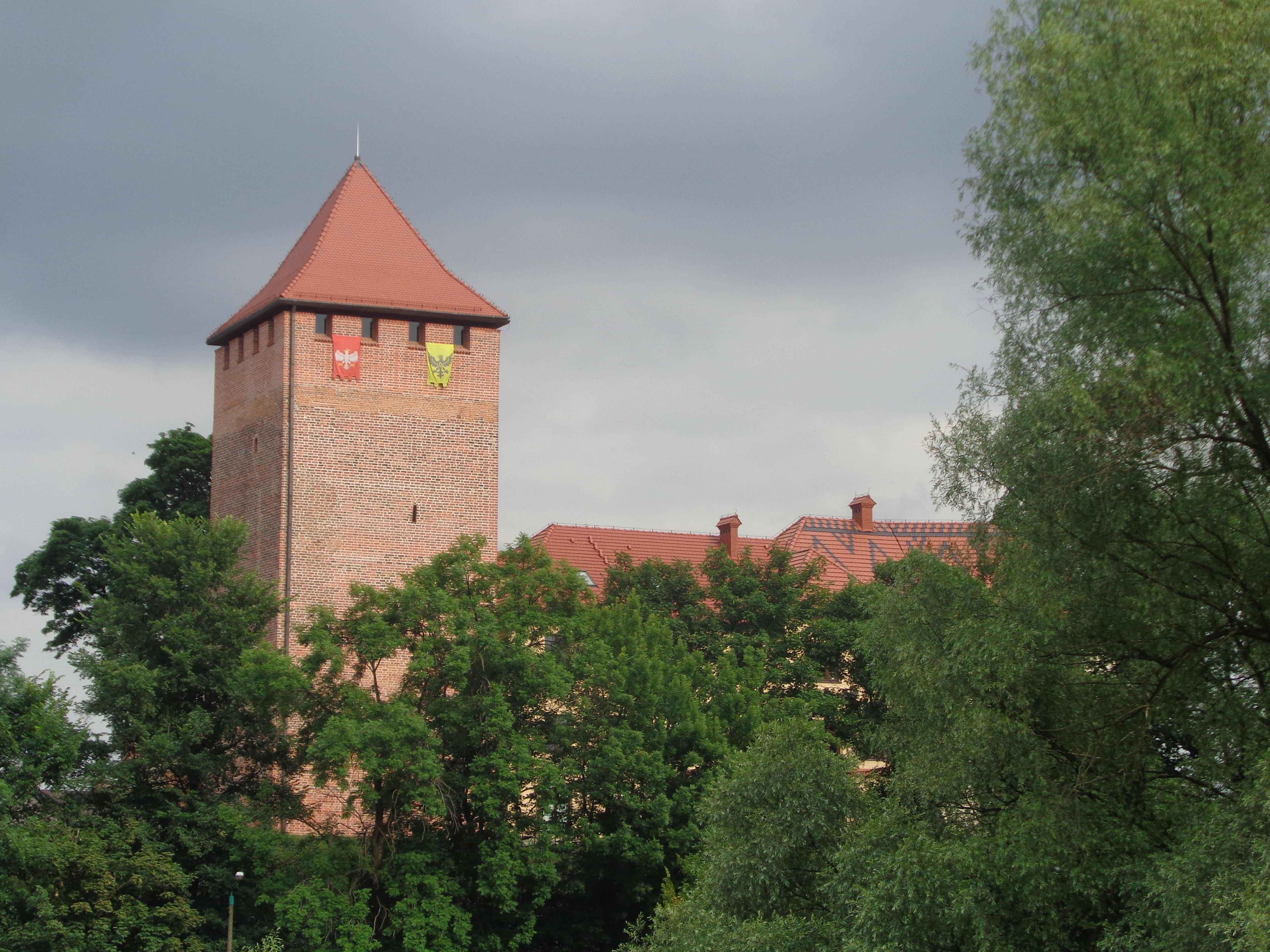
Osvětim, Polsko
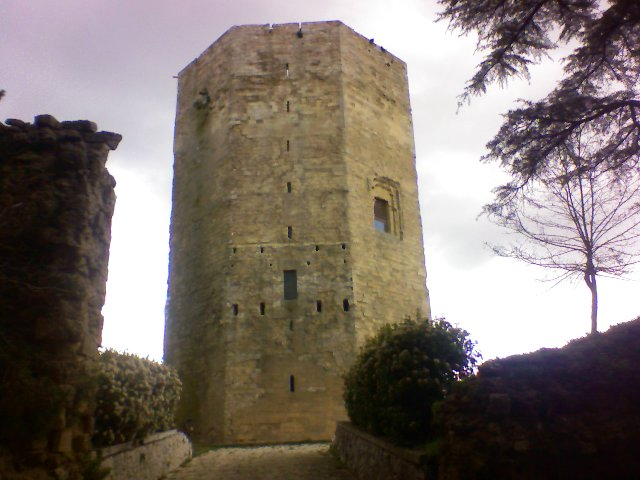
Enna, Itálie